# Andarta
Andarta („die einen Bären in sich hat“ oder „große/mächtige Bärin“; siehe irisch art, walisisch arth) war vermutlich eine keltische Sieges- und Kriegsgöttin.

## Mythologie
Andarta wird mit den keltischen Bärengottheiten Artio und Artaios in Zusammenhang gebracht. Häufig wird auch vermutet, dass sie mit der britannischen Gottheit Andraste identisch sein könnte, was allerdings etymologisch unwahrscheinlich ist. Nach der Interpretatio Romana wird eine Verbindung zur römischen Göttin Victoria angenommen.

## Inschriften
Im Bereich der Stadt Die (Dea Augusta Vocontiorum) in Südfrankreich (Département Drôme, römische Provinz Gallia Narbonensis) wurden sieben Weiheinschriften aufgefunden: Andarta wird fast ausschließlich zusammen mit der Dea Augusta verehrt, die für den Ort Die namensgebend war. Es handelt sich somit um eine mit dem Kaiserkult verbundene Lokalgottheit, worauf auch die Namen der Dedikanten hindeuten.
- CIL 12, 01554 Deae Andar/tae
- CIL 12, 01555 Deae Aug(ustae) / Anda[rtae] / [
- CIL 12, 01556 Deae Aug(ustae) / Andartae / L(ucius) Carisius / Serenus / IIIIIIvir Aug(ustalis) / [v(otum)] s(olvit) l(ibens) m(erito)
- CIL 12, 01557 Deae Aug(ustae) / Andartae / T(itus) Dexius / Zosimus / [
- CIL 12, 01558 De(ae) Aug(ustae) / Andartae / Q(uintus) Iul(ius) Anto/ninus // De(ae) Aug(ustae) / Andartae / M(arcus) Iulius / Theodorus
- CIL 12, 01559 Deae An/dartae / Aug(ustae) Sext(us) / Pluta[ti]us / Paternus / ex voto
- CIL 12, 01560 Deae Aug(ustae) / Andartae / M(arcus) Pomp(eius) / Primitivus / ex vot[o]